# Guy Maingon
Guy Maingon, né le 31 juillet 1948 à Blonville-sur-Mer, est un coureur cycliste professionnel français. 

## Biographie
Amateur, il a débuté au club USOB (FSGT) de Bezons (Val-d'Oise) en 1964, déjà sous les couleurs de Peugeot.

## Palmarès

### Palmarès amateur
- 1967
  - Trophée Peugeot
- 1969
  - 2e de Paris-Saint-Pourçain
  - 3e du Souvenir Daniel Fix
  - 3e de Paris-Blancafort
  - 3e du championnat de France militaires sur route
- 1970
  - 2e étape de Paris-Saint-Pourçain
  - 2e du Tour Nivernais Morvan
  - 3e de l'Archer Grand Prix

### Palmarès professionnel
- 1971
  - 3e de Renaix-Tournai-Renaix
- 1972
  - 2e de l'Étoile de Bessèges
- 1975
  - 3e du Grand Prix de la Liberté
- 1976
  - 4e étape des Quatre Jours de Dunkerque

## Résultats sur les grands tours

### Tour de France
1 participation
- 1976 : 75e